# フォークランド宮殿
フォークランド宮殿（Falkland Palace）は、スコットランドのファイフ、フォークランドにある、かつてのスコットランド王の宮殿である。現在はナショナル・トラスト・フォー・スコットランドの管理下にあり、観光客に開放されている。

## 歴史

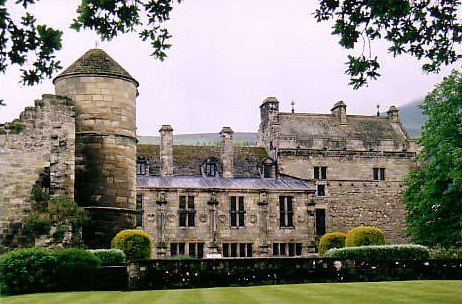
フォークランド宮殿

スコットランド王は、14世紀にファイフのマクダフ族長からフォークランド宮殿を手に入れた。1402年、初代オールバニ公ロバート・ステュアートは、不品行で知られた甥であるロスシー公デイヴィッド・ステュアート（ロバート3世の長男）をこの宮殿に閉じこめた。幽閉の身となったデイヴィッドは、満足な世話のないままここで餓死させられた。
1501年から40年かけて、ジェームズ4世とジェームズ5世は古い城を美しい王宮に改装した。既に病の身であったジェームズ5世は、ルネサンス様式の秀作の一つといわれる宮殿で、王妃メアリー・オブ・ギーズが娘メアリー（のちのメアリー1世）を生んだ知らせを聞いた後、1542年12月に死んだ。
フォークランド宮殿は、周辺の森で鷹狩りや狩りで利用する王宮として、ステュアート家の人々に利用されていた。
ステュアート家がイングランド王も兼ねるようになってから、ジェームズ6世/1世、チャールズ1世、チャールズ2世の3代にわたり、フォークランド宮殿を訪問している。オリヴァー・クロムウェルは、1650年に軍を率いて宮殿に火を放ち、瞬く間に廃墟にした。
1887年、第3代ビュート侯ジョン・クライトン＝ステュアートが宮殿の再建に取りかかった。ビュート侯は宮殿の管理者となり、第5代ビュート侯までその任を務めた。1952年、第5代ビュート侯はナショナル・トラストに宮殿の管理・修繕を依頼したが、現在の所有は第7代ビュート侯である。宮殿は長くビュート侯家により保存されてきた。ナショナル・トラストは、宮殿と広大な庭園の管理維持を行っている。

## 内部

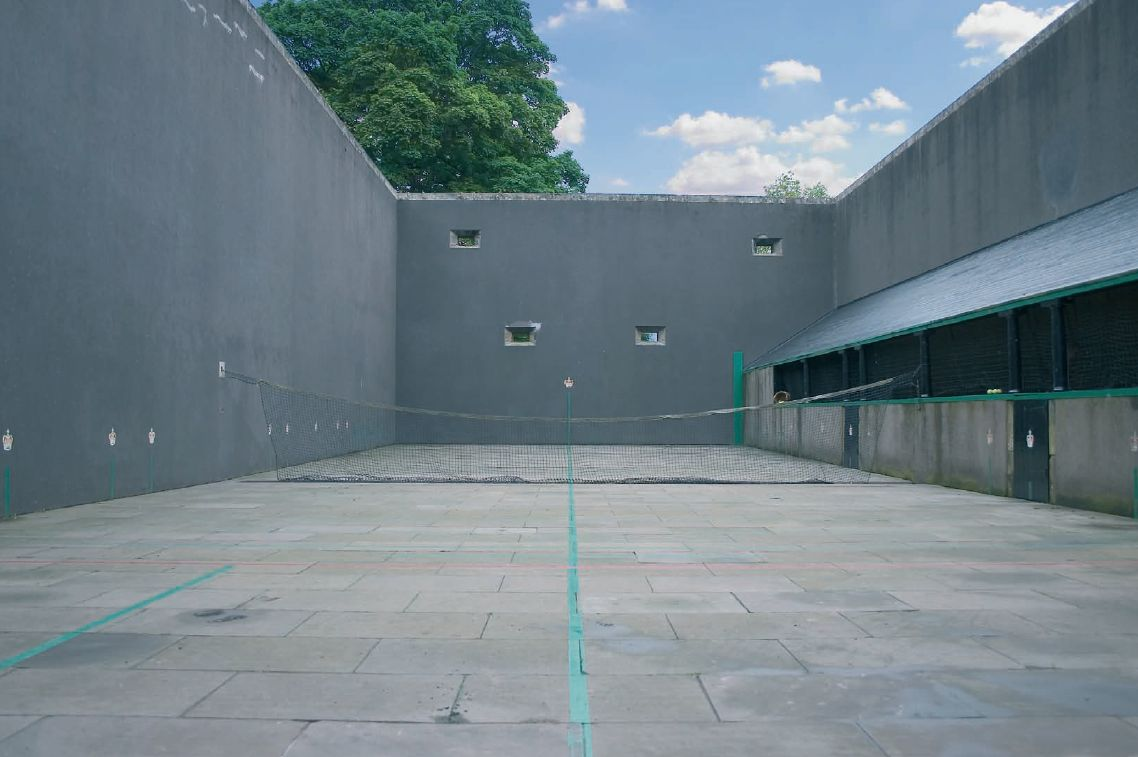
テニス・コート

南翼は王室礼拝堂があり、東翼は王の寝室と王妃の部屋がある。観光客は、門番小屋内の管理人棟も見ることができる。庭園には、1539年に作られた当時のままのリアルテニスのコートがある。現在も使用する世界一古いテニス・コートである。テニス・コートは、フォークランド・パレス・ロイヤル・テニス・クラブのホームである。